# Scott Cunningham
Scott Douglas Cunningham (27. června 1956, Royal Oak (Michigan) – 28. března 1993) byl americký spisovatel a wiccan.

## Život
Narodil se 27. června 1956 v Royal Oak (Michigan) v William Beaumont Hospital jako druhý syn Chestera Granta Cunninghama a Rose Marie Wilhoit Cunningham. Roku 1959 se rodina ze zdravotních důvodů jeho matky přestěhovala do San Diega.
Na Státní univerzitě v San Diegu studoval kreativní psaní které dokončil roku 1978. Za studia byl jeho spolubydlícím okultista a spisovatel Donald Michael Kraig.
Roku 1980 začal své první zasvěcení v tradici Wicca a to pod vedením Ravena Grimassiho. Ve výcviku zůstal do roku 1982 kdy odešel vykonávat sólovou praxi čarodějnictví.
Byl zastáncem názoru aby byla tradice Wicca více přístupnější.
Roku 1983 byl diagnostikován lymfom a roku 1990 kryptokoková meningitida. Zemřel 28. března 1993 ve věku 36 let.